# Monte Mutria
A Monte Mutria egy 1822 méter magas hegycsúcs az olaszországi Matese-hegységben, Campania és Molise régiók határán. A Matese keleti részén fekszik. Keleten a Tammaro völgye, délen a Calore Irpino völgye, nyugaton pedig a Volturno völgye határolja. Az ókorban a szamniszok szent hegye volt. 